# Franciszek Kasparek
Franciszek Ksawery Kasparek (ur. 29 października 1844 w Samborze, zm. 4 sierpnia 1903 w Krakowie) – polski prawnik, profesor i rektor Uniwersytetu Jagiellońskiego, członek Akademii Umiejętności w Krakowie.

## Życiorys
Był synem Józefa (kasjera obwodowego). Uczęszczał do gimnazjum w Samborze (do 1862), studiował prawo na Uniwersytecie Lwowskim (1862–1865) i Jagiellońskim (1865–1866); odbył praktykę w krakowskiej Prokuratorii Skarbu, pracował w sądownictwie w Krakowie i Tarnowie. W 1869 obronił na UJ doktorat praw, w 1871 habilitował się w dziedzinie filozofii prawa (na podstawie pracy Zasady główne ustaw małżeńskich Kościoła katolickiego ze stanowiska filozofii) i został docentem w Katedrze Filozofii Prawa i Prawa Narodów UJ; kierownictwo tej katedry objął rok później, wraz z nominacją na profesora nadzwyczajnego. Również w 1872 uzyskał habilitację z prawa narodów (na podstawie pracy Zasady Hugona Grocyusza o prawie interwencyi ze stanowiska dzisiejszej nauki filozoficznego i pozytywnego prawa narodów). Mianowany profesorem zwyczajnym w 1875, czterokrotnie pełnił funkcję dziekana Wydziału Prawa UJ (1875/1876, 1882/1883, 1887/1888, 1897/1898), prorektora (1889/1890), rektora (1888/1889). W 1894 wprowadził na UJ wykłady z prawa międzynarodowego prywatnego. Opowiadał się za dopuszczeniem kobiet do uniwersyteckich studiów prawniczych.
W 1883 został powołany na członka korespondenta Akademii Umiejętności w Krakowie, od 1891 był członkiem czynnym AU. W latach 1883–1891 pełnił funkcję sekretarza Komisji Prawniczej AU. W 1887 był w gronie członków założycieli Towarzystwa Prawniczego w Krakowie, współpracował również (jako korespondent) z Instytutem Prawa Międzynarodowego w Brukseli. Brał udział w pracach Komisji Egzaminacyjnych Rządowych Historyczno-Prawnej, Sądowej i Politycznej. Od 1884 sprawował mandat radnego miasta Krakowa. Działał w Towarzystwie Czerwonego Krzyża w Krakowie oraz Towarzystwie Tatrzańskim (w tym drugim od 1901 r. z tytułem członka honorowego). 6 marca 1903 został wybrany prezesem Klubu Prawników w Krakowie, zastępując ustępującego Franciszka Żeleskiego.
W pracy naukowej zajmował się prawem międzynarodowym publicznym, prawem administracyjnym, teorią państwa i prawa. Stworzył podstawy polskiego systemu prawa międzynarodowego. Podał definicję filozofii prawa, którą określił jako naukę o zasadach ogólnych dla wszystkich dziedzin prawa pozytywnego. Był autorem opracowań z zakresu terminologii prawniczej. Ogłosił m.in.:
- Usiłowania najnowsze około reformy prawa międzynarodowego (1873)[2]
- Kilka uwag o rejencji według prawa państwowego austryjackiego (1874)
- O nauce umiejętności politycznych (1876)[3]
- O metodzie badania w umiejętnościach politycznych (1877)
- Prawo polityczne ogólne z uwzględnieniem austryjackiego razem ze wstępną nauką ogólną o państwie (1877-1881, 2 tomy)[4][5]
- O państwach złożonych (1880)
- Uwagi krytyczne o galicyjskiej organizacyi gminnej i wnioski reformy (1880)[6]
- O wydawaniu przestępców (1882)[7]
- Sprawdzenie obywatelstwa państwowego i rozstrzyganie sporów o takowe (1883)
- Prace Instytutu dla Prawa Narodów w przedmiocie prawa międzynarodowego prywatnego (1885)[8]
- Udział Polaków w uprawie prawa międzynarodowego (1885)[9]
- Zadania filozofii prawa i jej stanowisko w dziedzinie nauk prawnych (1887)[10]
- Nauka administracji i prawo administracyjne austriackie (1897)[11]

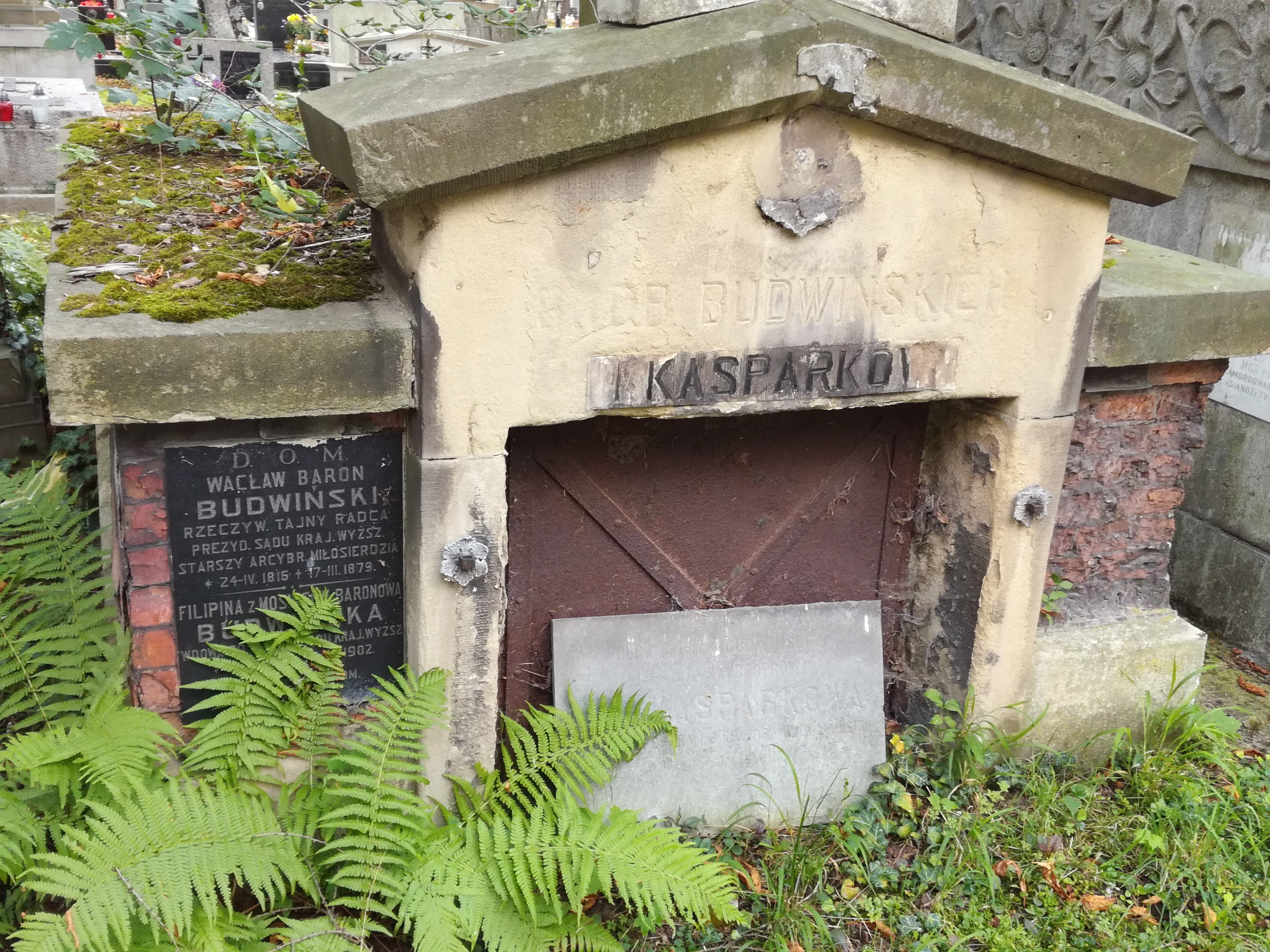
Grób prof. Franciszka Kasparka na cmentarzu Rakowickim

Został pochowany na cmentarzu Rakowickim w Krakowie (kwatera Ib, wsch.).
Siostra Kasparka wyszła za mąż za Maksymiliana Nowickiego (pioniera ochrony przyrody w Polsce, profesora UJ); z małżeństwa tego urodził się Franciszek Henryk Nowicki (poeta, taternik, działacz socjalistyczny).